# Babiole
Babiole ist ein Feenmärchen von Marie-Catherine d’Aulnoy und erschien 1697 in Les Contes des Fées.

## Inhalt
Die Königin klagt, dass sie kinderlos ist, weil die Fee Fanferluche sie verfluchte. Die kommt und kündigt ihr eine Tochter an, die ihr viel Kummer machen werde. Sie soll ihr bei der Geburt einen weißen Stachel auf den Kopf tun, den sie ihr gibt. Als man es tut, wird die Tochter zum Äffchen. Ein Diener soll es ertränken, aber öffnet das Kästchen, und der Sohn der vorbeifahrenden Schwester der Königin will das Äffchen haben. Es wächst mit ihm auf, heißt Babiole und wird als sprechendes Äffchen bekannt. Einmal kommt der Affenkönig Magot mit Gefolge und begehrt Babiole zur Frau. Sie gesteht ihrem Cousin, dem Prinzen ihre Liebe, er lacht sie aus. Sie flieht, fällt in einen Fluss, wo ein Greis, der Vater des Flusses, ihr eine schwimmende Schildkröte zur Reise gibt. Die Affen erspähen sie und nehmen sie mit, besetzen einen Garten der Königin und werden gefangen. So lernt Babiole ihre Mutter kennen. Weil aber ihre Geburt ein Geheimnis ist, will man sie einsperren, sie flieht erneut. In einer Wüste öffnet sie Magots Geschenk, einen Glaskasten, die Olive darin verwandelt sie in die schönste Prinzessin, aus der Nuss kommen Baumeister, bauen ein Schloss und eine Stadt. Zu einem Turnier kommt auch der Prinz, der sie liebt, sie pflegt seine Wunden. Die Fee Fanferluche entführt sie in einer Wolke und tut sie in eine Glasflasche, bewacht von Riesen und Drachen. Der Prinz findet den Flussgreis, erhält einen fliegenden Delphin und eine spitze Gräte, womit er die Riesen und Drachen tötet. Er schlichtet einen Zwist zwischen der Königin und ihrer Schwester. Sie heiraten.

## Bemerkungen
Der Herausgeber der Dausien-Ausgabe zählt Babiole mit Der Prinz Kobold, Prinzessin Rosette, Der goldene Zweig, Das gute Mäuschen, Finette, Der gelbe Zwerg zu den Märchen Aulnoys, die sich weiter von der Volksüberlieferung entfernen.
„Babiole“ heißt etwa „Nichtigkeit“, „Fanfreluche“ etwa „Firlefanz“. Die Fee hat eingangs Nussschalen als Schuhe, die Heldin eine Zaubernuss, vgl. Grimms KHM 113 De beiden Künigeskinner, 127 Der Eisenofen, Bechsteins Die drei Nüsse, Wolfs Grünus Kravalle.
Babiole et Zou heißt ein französischer Comic.

## Bühnenstücke
- Babiole, Operette von Louis François Clairville, Laurent de Rillé, UA Paris 1878.
- Babiole, Theaterstück von Alexander Gruber.[2]